# .gd
.gd је највиши Интернет домен државних кодова (ccTLD) за Гренаду. Овај домен, као и домене .gy, .kn и .pr, администрира Универзитет Порто Рика.